# كنوت هولمان
كنوت هولمان (Knut Holmann) هو لاعب أولمبي لرياضة كانو-كاياك من النرويج. شارك في الأولمبياد الصيفي في 1992–2000، وفاز بما مجموعه 6 ميداليات.

## الميداليات
| ذهب | فضة | برونز | المجموع |
| 3   | 2   | 1     | 6       |

## روابط خارجية
- كنوت هولمان على موقع IMDb (الإنجليزية)
- كنوت هولمان على موقع أوليمبيديا (الإنجليزية)